# カールツァイスメディテック
カールツァイスメディテック（独: Carl Zeiss Meditec AG）は、ドイツ・テューリンゲン州・イェーナに本拠を置き、眼科領域の診断・治療・手術機器を中心に事業を展開する医療機器メーカー。フランクフルト証券取引所上場企業（FWB: AFX）。

## 沿革
カール・ツァイスの医療機器事業は、1912年に医療工学機器、眼科用機器の事業部が設立されたことに遡る。1957年にキセノン光凝固装置を開発、1984年にハンフリー視野計を発売し、業界におけるスタンダード機器としての地位を確立した。1991年にアラガンの画像診断機器を製造する子会社Allergan　Humphreyを買収、1997年に網膜の断層面を非侵襲・高分解能で計測する光干渉断層撮影機器（OCT）を発売した。
2002年5月、Asclepion-Meditec AGの買収に伴い、カール・ツァイスの眼科装置部門と同社が合併することで、新会社のカールツァイスメディテックを設立することで合意、新会社は同年7月に株式公開企業となった。2004年にアメリカ・カリフォルニア州に拠点を置き緑内障関連技術に強みを持つLaser Diagnostic Technologies Inc.を買収、2006年にカール・ツァイスの手術用顕微鏡部門がカールツァイスメディテックと統合、2018年にアメリカ・ネバダ州に拠点を置き白内障関連技術に強みを持つIanTECHを買収した。2020年時点で株式の6割弱をカール・ツァイスが保有している。
カールツァイスメディテックの事業は、眼科領域関連が売上の7割を占め、その他が3割弱となっている。国別ではドイツの売上が最も多く、アメリカが次ぐ。

## 日本における展開
カールツァイスメディテックが株式の51％を保有する「カールツァイスメディテックジャパン株式会社」（Carl Zeiss Meditec Co. Ltd.）は、1991年に設立され、眼科治療用レーザー装置や診断装置、スリットランプ、外科手術用顕微鏡など各種医療機器の輸入販売およびサービスを行っている。東京都千代田区に本社オフィス、大阪市・名古屋市・福岡市・仙台市・札幌市に営業所またはサービス拠点を持つ。